# Ludovico I của Etruria
Ludovico I của Etruria (tiếng Tây Ban Nha: Luis I de Etruria;tiếng Pháp: Luis I d'Étrurie; 5 tháng 7 năm 1773 – 27 tháng 5 năm 1803) là vị vua đầu tiên trong hai vị vua của Vương quốc Etruria. Ludovico là con trai của Ferdinando, Công tước đời thứ 2 của Vương tộc Borbone cai trị xứ Parma, và Maria Amalia của Áo, con gái của Maria Theresia của Áo và Franz I của Thánh chế La Mã. Ông sinh năm 1773, khi ông cố họ của ông là Louis XV của Pháp, vẫn còn sống.
Thông qua cha của mình, Ludovico gọi Carlos III của Tây Ban Nha là ông nội, gọi Carlos IV là bác. Thông qua mẹ, Ludovico gọi Hoàng đế Joseph II và Hoàng đế Leopold II của Đế chế La Mã Thần thánh là cậu.
Ông sinh ra với tư cách là Công tử thừa kế Công quốc Parma, nhưng vào năm 1796, Đệ Nhất Cộng hòa Pháp đã sáp nhập Parma. Để lôi kéo Vương quốc Tây Ban Nha về phía mình, Đệ nhất tổng tài Pháp là Napoleon Bonaparte ký kết Hiệp ước Aranjuez (1801) với Tây Ban Nha, trong đó tạo ra Vương quốc Etruria từ lãnh thổ cũ của Đại công quốc Toscana và trao nó cho Ludovico, xem như bồi thường việc gia đình ông mất Công quốc Parma, nhưng trên thực tế thì Tây Ban Nha phải chuyển cho Pháp Tỉnh Louisiana để đổi lấy 6 tàu chiến và lãnh thổ Toscana. Do sức khoẻ yếu nên ông chỉ trị vì vương quốc mới được 3 năm thì qua đời, con trai của ông là Thái tử Carlo lúc đó mới 4 tuổi lên kế vị ngai vàng dưới sự nhiếp chính của Vương thái hậu María Luisa Josefina.

## Cuộc sống đầu đời

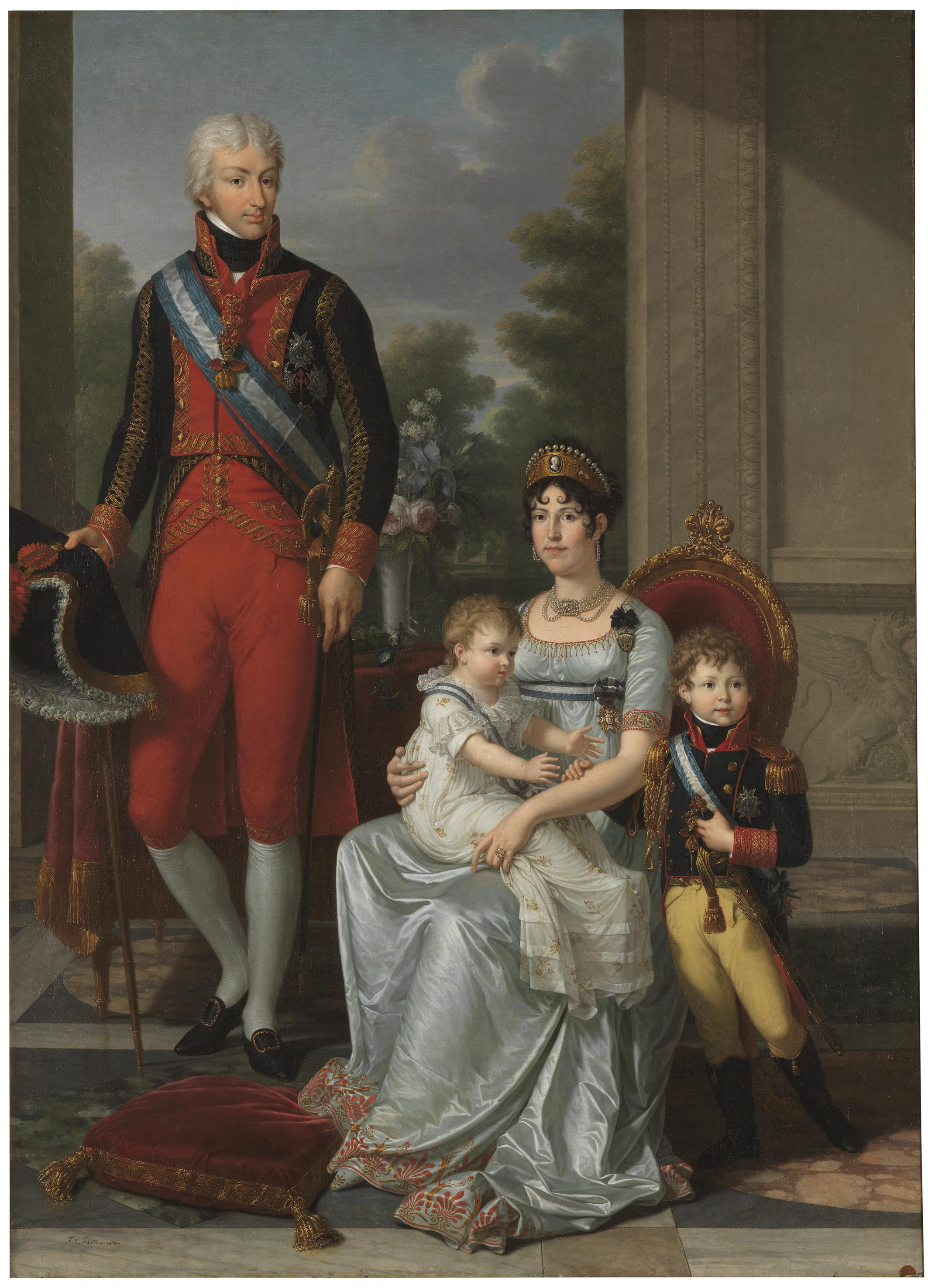
Gia đình hoàng gia Etruria

Ludovico Francesco Filiberto là con thứ hai và là con trai cả của Ferdinando, Công tước xứ Parma, cháu trai của Vua Pháp Louis XV và Marie Leczinska, và vợ là Nữ công tước Maria Amalia của Áo. Ludovico và em gái Công nữ Carolina là những người được cha mẹ yêu quý nhất. Họ được cha mình đích thân hướng dẫn về tôn giáo, mặc dù thực tế những đứa trẻ quan tâm đến chủ đề này hơn cha mẹ chúng. Năm 1778, ông bị đập đầu vào bàn đá cẩm thạch khi chơi với Carolina, và sau đó bị động kinh.

## Hôn nhân và hậu duệ
Năm 1795, Ludovico đến triều đình Tây Ban Nha để hoàn thành việc học và cũng để kết hôn với một trong những cô con gái của Vua Carlos IV của Tây Ban Nha, những người là anh em họ đời đầu của mình. Ông sẽ kết hôn với Vương nữ Maria Amalia hoặc Vương nữ Maria Luisa, và ông đã chọn Maria Luisa, người có vẻ ngoài hấp dẫn và vui vẻ hơn Maria Amalia u sầu. Vào ngày 25 tháng 8 năm 1795, ông kết hôn với Maria Luisa tại Madrid và được phong làm Infante của Tây Ban Nha.
Cuộc hôn nhân giữa hai tính cách khác biệt này hóa ra lại rất hạnh phúc, mặc dù nó bị ảnh hưởng bởi Ludovico. Ông yếu ớt, mắc các vấn đề về ngực và kể từ một tai nạn thời thơ ấu khi ông đập đầu vào bàn đá cẩm thạch, ông đã mắc các triệu chứng được xác định là động kinh. Theo thời gian, sức khỏe của ông ngày càng suy yếu và ông ngày càng phụ thuộc vào vợ mình. Cặp đôi trẻ vẫn ở lại Tây Ban Nha trong những năm đầu của cuộc hôn nhân.
Ludovico kết hôn với Maria Luisa khi bà chỉ mới 13 tuổi, và đứa con đầu lòng của bà phải 4 năm sau mới chào đời.
Cặp đôi có hai người con:
- Carlo II xứ Parma (1799–1883), sau khi Đại hội Viên cho khôi phục Đại công quốc Toscana, ông mất ngai vàng Etruria nhưng được bồi thường cho Công quốc Lucca. Năm 1847, sau cái chết của Maria Ludovica của Áo, ông được thừa kế Công quốc Parma.[7]
- Maria Luisa Carlota xứ Parma (1802–1857), kết hôn với Hoàng tử kế vị Maximilian của Sachsen, góa phụ của dì Caroline xứ Parma, làm vợ thứ hai và vẫn không có con.

## Trị vì Vương quốc Etruria

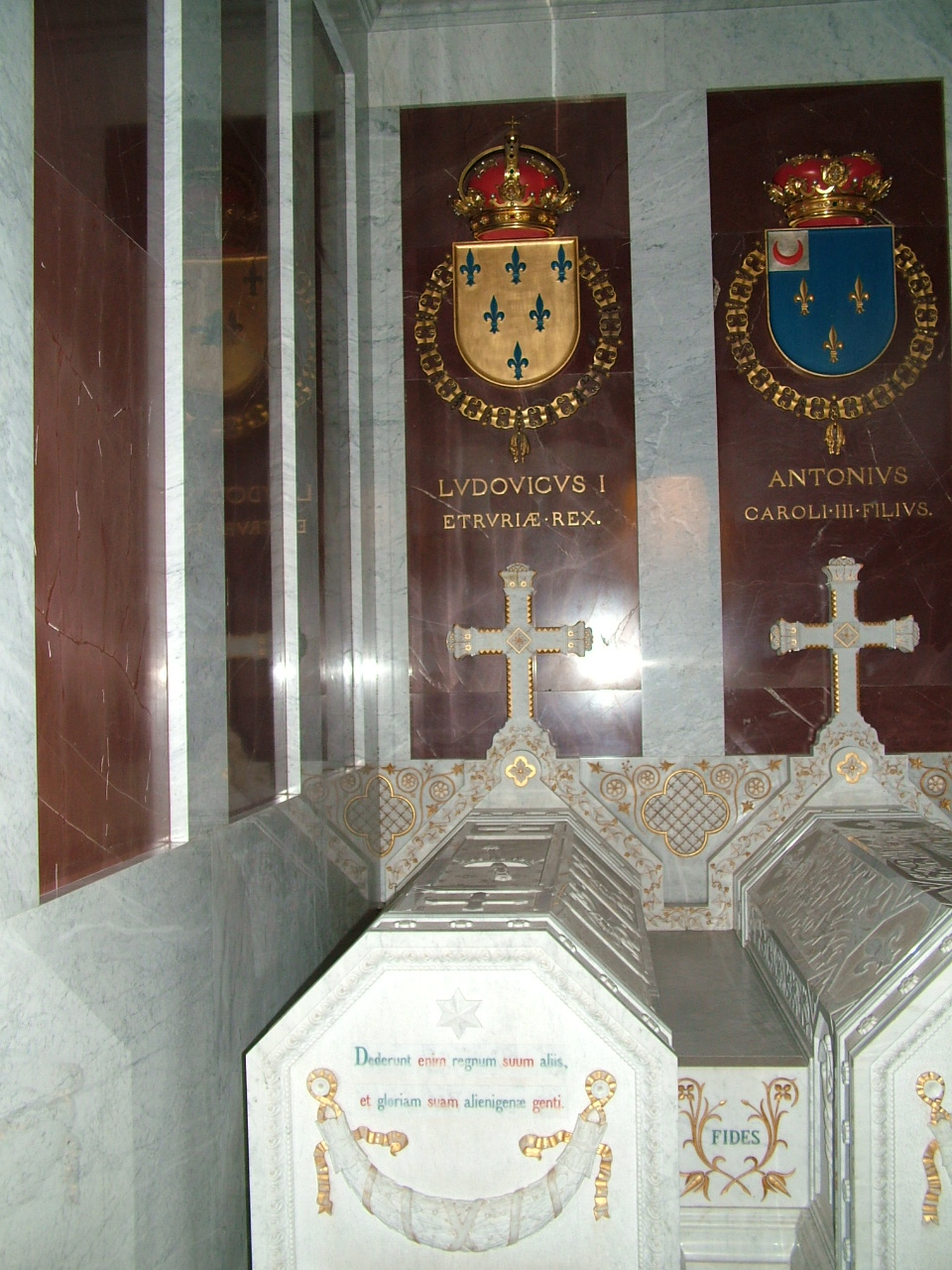
Mộ của Ludovico I ở El Escorial

Trong khi Ludovico ở Tây Ban Nha, Công quốc Parma đã bị quân đội Pháp chiếm đóng vào năm 1796. Napoleon Bonaparte, người đã chinh phục hầu hết Bán đảo Ý và muốn có Tây Ban Nha làm đồng minh chống lại Vương quốc Anh, đã đề xuất đền bù cho Nhà Bourbon trong việc mất Công quốc Parma bằng Vương quốc Etruria, một nhà nước mới mà ông đã thành lập từ Đại công quốc Toscana. Điều này đã được thỏa thuận trong Hiệp ước Aranjuez (1801).
Ludovico phải nhận lễ tấn phong từ Đệ nhất Tổng tài Napoleon tại Paris trước khi được tiếp nhận Vương quốc Etruria. Ludovico, vợ và con trai đã đi du lịch ẩn danh qua Pháp dưới cái tên Bá tước xứ Livorno. Sau khi được tấn phong tại Paris với tư cách là Vua của Etruria, Ludovico và gia đình đã đến thủ đô mới của mình là Florence vào tháng 8 năm 1801.
Nhà vua và Vương hậu đều muốn trở thành những nhà cai trị tốt, nhưng họ bị dân chúng và giới quý tộc tiếp đón với thái độ thù địch, dân chúng nhớ vị Đại công tước tiền nhiệm được lòng dân của họ, vì thế coi gia đình hoàng gia mới như là công cụ trong tay người Pháp. Tài chính của Vương quốc Etruria ở trong tình trạng tồi tệ; đất nước bị tàn phá bởi chiến tranh, mùa màng thất bát và chi phí lớn để duy trì quân đội Pháp không được lòng dân đồn trú tại Etruria, mà mãi sau này mới được thay thế bằng quân đội Tây Ban Nha do Vua Carlos IV cử đến.
Bước đầu ở vương quốc mới hoàn toàn công thuận lợi, vương hậu bị sảy thai, trong khi sức khỏe của nhà vua yếu ớt, ngày càng xấu đi, các cơn động kinh ngày càng thường xuyên hơn. Cung điện Pitti, nơi ở của Vua và Vương hậu, là ngôi nhà cũ của các Đại công tước Medici. Cung điện đã bị bỏ hoang sau cái chết của vị Đại công tước Medici cuối cùng và Đại công tước Ferdinando III bị phế truất đã mang theo hầu hết đồ vật có giá trị của cung điện. Thiếu tiền, Ludovico và vợ buộc phải trang bị đồ đạc cho Cung điện Pitti bằng cách mượn đồ nội thất từ giới quý tộc địa phương.
Năm 1802, cả Ludovico và người vợ đang mang thai của ông đều đến Tây Ban Nha để dự đám cưới đôi của anh trai của Maria Luisa là Thái tử Fernando và em gái út của cô là Vương nữ Maria Isabel. Ở ngoài khơi Barcelona, Maria Luisa đã sinh con gái của họ là Marie Louise Charlotte, lúc đầu các bác sĩ nghĩ rằng cả hai mẹ con sẽ không qua khỏi vì sinh khó. Cặp đôi trở về vào tháng 12 năm đó, sau khi được thông báo về cái chết của cha Ludovico.
Trở lại Etruria, sức khỏe của Ludovico xấu đi, căn bệnh của nhà vua đã được che giấu cẩn thận khỏi dân chúng, và vào tháng 5 năm 1803, ông qua đời ở tuổi 29, do hậu quả của một cơn động kinh. Ông được con trai mình Vương tử Carlo Ludovico, kế vị ngai vàng với vương hiệu Ludovico II, dưới sự nhiếp chính của mẹ ông là Maria Luisa.

## Tổ tiên
| \| \| \| \| \| \| \| \| \| \| \| 8. Felipe V của Tây Ban Nha \| \| \| \| \| \| \| \| \| \| \| \| \| \| \| \| \| \| \| \| \| \| \| \| \| \| \| \| \| \| \| \| \| \| \| \| \| \| \| \| \| \| \| \| \| \| \| \| \| \| \| 4. Filippo I xứ Parma \| \| \| \| \| \| \| \| \| \| \| \| \| \| \| \| \| \| \| \| \| \| \| \| \| \| \| \| \| \| \| \| \| \| \| \| \| \| \| \| \| \| \| \| \| \| \| \| \| \| \| \| \| \| \| \| \| \| \| \| 9. Elisabeth Farnese \| \| \| \| \| \| \| \| \| \| \| \| \| \| \| \| \| \| \| \| \| \| \| \| \| \| \| \| \| \| \| \| \| \| \| \| \| \| \| \| \| \| \| \| \| \| \| \| \| \| \| \| \| \| \| \| \| \| \| \| 2. Ferdinando xứ Parma \| \| \| \| \| \| \| \| \| \| \| \| \| \| \| \| \| \| \| \| \| \| \| \| \| \| \| \| \| \| \| \| \| \| \| \| \| \| \| \| \| \| \| \| \| \| \| \| \| \| \| \| \| \| \| \| \| \| \| \| 10. Louis XV của Pháp \| \| \| \| \| \| \| \| \| \| \| \| \| \| \| \| \| \| \| \| \| \| \| \| \| \| \| \| \| \| \| \| \| \| \| \| \| \| \| \| \| \| \| \| \| \| \| \| \| \| \| \| \| \| \| \| \| \| \| \| 5. Louise Élisabeth của Pháp \| \| \| \| \| \| \| \| \| \| \| \| \| \| \| \| \| \| \| \| \| \| \| \| \| \| \| \| \| \| \| \| \| \| \| \| \| \| \| \| \| \| \| \| \| \| \| \| \| \| \| \| \| \| \| \| \| \| \| \| 11. Marie Leszczyńska \| \| \| \| \| \| \| \| \| \| \| \| \| \| \| \| \| \| \| \| \| \| \| \| \| \| \| \| \| \| \| \| \| \| \| \| \| \| \| \| \| \| \| \| \| \| \| \| \| \| \| \| \| \| \| \| \| \| \| \| 1. Louis I of Etruria \| \| \| \| \| \| \| \| \| \| \| \| \| \| \| \| \| \| \| \| \| \| \| \| \| \| \| \| \| \| \| \| \| \| \| \| \| \| \| \| \| \| \| \| \| \| \| \| \| \| \| \| \| \| \| \| \| \| \| \| 12. Leopold, Công tước xứ Lothringen \| \| \| \| \| \| \| \| \| \| \| \| \| \| \| \| \| \| \| \| \| \| \| \| \| \| \| \| \| \| \| \| \| \| \| \| \| \| \| \| \| \| \| \| \| \| \| \| \| \| \| \| \| \| \| \| \| \| \| \| 6. Franz I của Thánh chế La Mã \| \| \| \| \| \| \| \| \| \| \| \| \| \| \| \| \| \| \| \| \| \| \| \| \| \| \| \| \| \| \| \| \| \| \| \| \| \| \| \| \| \| \| \| \| \| \| \| \| \| \| \| \| \| \| \| \| \| \| \| 13. Élisabeth Charlotte của Orléans \| \| \| \| \| \| \| \| \| \| \| \| \| \| \| \| \| \| \| \| \| \| \| \| \| \| \| \| \| \| \| \| \| \| \| \| \| \| \| \| \| \| \| \| \| \| \| \| \| \| \| \| \| \| \| \| \| \| \| \| 3. Maria Amalia của Áo \| \| \| \| \| \| \| \| \| \| \| \| \| \| \| \| \| \| \| \| \| \| \| \| \| \| \| \| \| \| \| \| \| \| \| \| \| \| \| \| \| \| \| \| \| \| \| \| \| \| \| \| \| \| \| \| \| \| \| \| 14. Karl VI của Thánh chế La Mã \| \| \| \| \| \| \| \| \| \| \| \| \| \| \| \| \| \| \| \| \| \| \| \| \| \| \| \| \| \| \| \| \| \| \| \| \| \| \| \| \| \| \| \| \| \| \| \| \| \| \| \| \| \| \| \| \| \| \| \| 7. Maria Theresa của Áo \| \| \| \| \| \| \| \| \| \| \| \| \| \| \| \| \| \| \| \| \| \| \| \| \| \| \| \| \| \| \| \| \| \| \| \| \| \| \| \| \| \| \| \| \| \| \| \| \| \| \| \| \| \| \| \| \| \| \| \| 15. Elisabeth Christine xứ Braunschweig-Wolfenbüttel \| \| \| \| \| \| \| \| \| \| \| \| \| \| \| \| \| \| \| \| \| \| \| \| \| \| \| \| \| \| \| \| \| \| \| \| \| \| \| \| \| \| \| |                                                      |  |  |  |  |  |  |  |  |                             |  |  |  |
| |                                                      |  |  |  |  |  |  |  |  | 8. Felipe V của Tây Ban Nha |  |  |  |
| |                                                      |  |  |  |  |  |  |  |  |                             |  |  |  |
| |                                                      |  |  |  |  |  |  |  |  |                             |  |  |  |
| |                                                      |  |  |  |  |  |  |  |  |                             |  |  |  |
| | 4. Filippo I xứ Parma                                |  |  |  |  |  |  |  |  |                             |  |  |  |
| |                                                      |  |  |  |  |  |  |  |  |                             |  |  |  |
| |                                                      |  |  |  |  |  |  |  |  |                             |  |  |  |
| |                                                      |  |  |  |  |  |  |  |  |                             |  |  |  |
| | 9. Elisabeth Farnese                                 |  |  |  |  |  |  |  |  |                             |  |  |  |
| |                                                      |  |  |  |  |  |  |  |  |                             |  |  |  |
| |                                                      |  |  |  |  |  |  |  |  |                             |  |  |  |
| |                                                      |  |  |  |  |  |  |  |  |                             |  |  |  |
| | 2. Ferdinando xứ Parma                               |  |  |  |  |  |  |  |  |                             |  |  |  |
| |                                                      |  |  |  |  |  |  |  |  |                             |  |  |  |
| |                                                      |  |  |  |  |  |  |  |  |                             |  |  |  |
| |                                                      |  |  |  |  |  |  |  |  |                             |  |  |  |
| | 10. Louis XV của Pháp                                |  |  |  |  |  |  |  |  |                             |  |  |  |
| |                                                      |  |  |  |  |  |  |  |  |                             |  |  |  |
| |                                                      |  |  |  |  |  |  |  |  |                             |  |  |  |
| |                                                      |  |  |  |  |  |  |  |  |                             |  |  |  |
| | 5. Louise Élisabeth của Pháp                         |  |  |  |  |  |  |  |  |                             |  |  |  |
| |                                                      |  |  |  |  |  |  |  |  |                             |  |  |  |
| |                                                      |  |  |  |  |  |  |  |  |                             |  |  |  |
| |                                                      |  |  |  |  |  |  |  |  |                             |  |  |  |
| | 11. Marie Leszczyńska                                |  |  |  |  |  |  |  |  |                             |  |  |  |
| |                                                      |  |  |  |  |  |  |  |  |                             |  |  |  |
| |                                                      |  |  |  |  |  |  |  |  |                             |  |  |  |
| |                                                      |  |  |  |  |  |  |  |  |                             |  |  |  |
| | 1. Louis I of Etruria                                |  |  |  |  |  |  |  |  |                             |  |  |  |
| |                                                      |  |  |  |  |  |  |  |  |                             |  |  |  |
| |                                                      |  |  |  |  |  |  |  |  |                             |  |  |  |
| |                                                      |  |  |  |  |  |  |  |  |                             |  |  |  |
| | 12. Leopold, Công tước xứ Lothringen                 |  |  |  |  |  |  |  |  |                             |  |  |  |
| |                                                      |  |  |  |  |  |  |  |  |                             |  |  |  |
| |                                                      |  |  |  |  |  |  |  |  |                             |  |  |  |
| |                                                      |  |  |  |  |  |  |  |  |                             |  |  |  |
| | 6. Franz I của Thánh chế La Mã                       |  |  |  |  |  |  |  |  |                             |  |  |  |
| |                                                      |  |  |  |  |  |  |  |  |                             |  |  |  |
| |                                                      |  |  |  |  |  |  |  |  |                             |  |  |  |
| |                                                      |  |  |  |  |  |  |  |  |                             |  |  |  |
| | 13. Élisabeth Charlotte của Orléans                  |  |  |  |  |  |  |  |  |                             |  |  |  |
| |                                                      |  |  |  |  |  |  |  |  |                             |  |  |  |
| |                                                      |  |  |  |  |  |  |  |  |                             |  |  |  |
| |                                                      |  |  |  |  |  |  |  |  |                             |  |  |  |
| | 3. Maria Amalia của Áo                               |  |  |  |  |  |  |  |  |                             |  |  |  |
| |                                                      |  |  |  |  |  |  |  |  |                             |  |  |  |
| |                                                      |  |  |  |  |  |  |  |  |                             |  |  |  |
| |                                                      |  |  |  |  |  |  |  |  |                             |  |  |  |
| | 14. Karl VI của Thánh chế La Mã                      |  |  |  |  |  |  |  |  |                             |  |  |  |
| |                                                      |  |  |  |  |  |  |  |  |                             |  |  |  |
| |                                                      |  |  |  |  |  |  |  |  |                             |  |  |  |
| |                                                      |  |  |  |  |  |  |  |  |                             |  |  |  |
| | 7. Maria Theresa của Áo                              |  |  |  |  |  |  |  |  |                             |  |  |  |
| |                                                      |  |  |  |  |  |  |  |  |                             |  |  |  |
| |                                                      |  |  |  |  |  |  |  |  |                             |  |  |  |
| |                                                      |  |  |  |  |  |  |  |  |                             |  |  |  |
| | 15. Elisabeth Christine xứ Braunschweig-Wolfenbüttel |  |  |  |  |  |  |  |  |                             |  |  |  |
| |                                                      |  |  |  |  |  |  |  |  |                             |  |  |  |
| |                                                      |  |  |  |  |  |  |  |  |                             |  |  |  |